# Dagenham
Dagenham er en by i East London i England, der ligger i London Borough of Barking and Dagenham. Dagenham ligger ca. 18,6 km øst for Charing Cross.
Området var tidligere et landdistrikt i Becontree Hundred i Essex, der strakte sig fra Hainault Forest i nord til Themsen i syd. Dagenham forblev stort set uudviklet indtil 1921, hvor London County Council begyndte opførelsen af et stort boligområde, Becontree. Befolkningen steg markant, da folk flyttede til de nye boliger i begyndelsen af det 20. århundrede, hvor sognet Dagenham blev til Dagenham Urban District i 1926 og Dagenham kommune i 1938. I 1965 blev Dagenham en del af Greater London, da det meste af det historiske sogn blev en del af London Borough of Barking og Dagenham.
Dagenhams beliggenhed ved Themsen og dets store uudnyttede marskområder gjorde, at området blev valgt som et industriområde. Området er formentlig mest berømt for at være hjemsted for Ford Dagenham bilfabrikken, der ved sin anlæggelse og op til 1960'erne var Europas største bilfabrik. Fra 1980'erne har industrien været i kraftig tilbagegang og store områder i den sydlige del af Dagenham, der støder op til Themsen, er blevet udlagt til byfornyelse med opførelse af boliger på de tidligere industrigrunde. Området blev i slutningen af 2010'erne anset som et af de mest uattraktive britiske områder at bo i.